# Ferganusa
Ferganusa is een geslacht van rechtvleugeligen uit de familie sabelsprinkhanen (Tettigoniidae). De wetenschappelijke naam van dit geslacht is voor het eerst geldig gepubliceerd in 1926 door Uvarov.

## Soorten
Het geslacht Ferganusa  is monotypisch en omvat slechts de volgende soort:
- Ferganusa hemiptera (Uvarov, 1926)